# Armando José Fernandes
Armando José Fernandes (Lisboa, 26 de julho de 1906 — 3 de maio de 1983) foi um compositor português, dos mais representativos da música do século XX português, no movimento modernista. Pianista e autor de música de câmara a partir de 1943 (data de uma sonata para violoncelo e piano, com dedicatória a Madalena de Sá e Costa), de um concerto para violino e orquestra e de numerosas obras para piano.
A sua obra, de carácter intimista, é pontuada esporadicamente por passagens que exigem grande virtuosismo.

## Vida
Armando José Fernandes, foi um compositor neoclássico Português; com Jorge Croner de Vasconcelos, Fernando Lopes-Graça, e Pedro do Prado, o "grupo dos quatro" que dominaram a música dos meados do século XX Português.
Depois de estudar no Conservatório Nacional de Lisboa, ganhou uma bolsa de três anos em Paris, onde se tornou aluno de, entre outros, Nadia Boulanger.
Originalmente formado como concertista de piano, Fernandes passou a concentrar-se mais na composição e ensino. Compôs, entre outras obras, uma sonata para violoncelo, um concerto violino, e inúmeras peças de piano. Os seus trabalhos, geralmente de carácter intimista, ocasionalmente contém passagens virtuosísticas. Tem sido descrito como "seguidor de um caminho neoclássico mais convencional, embora com grande sutileza". A maioria de suas obras foi escrita para a emissora de rádio nacional.
A partir de 1940 em diante lecionou na Academia de Amadores de Música, em Lisboa, e de 1953 a 1976 no Conservatório Nacional de Lisboa.
O seu espólio musical encontra-se na Biblioteca Nacional de Portugal.

## Obras

### Música Orquestral Sinfónica
- Terramoto de Lisboa (1961)
- Suite (Orquestra de Cordas, 1950)

### Música de Bailado
- O Homem do Cravo na Boca (1941)

### Música de Concerto
- Suite Concertante (Cravo e Orquestra de Câmara, 1967)
- Concerto de Piano (Versão para Piano e Orquestra Sinfónica, 1966)
- Concerto de Piano (Versão para Piano e Orquestra de Cordas, 1951)
- Concerto de Violino (Violino e Orquestra, 1948)
- Fantasia sobre Temas Populares Portugueses (2ª Versão para Piano e Orquestra, 1945)

### Música de Câmara
- Sonata a Tre (Violino, Violoncelo e Piano, 1980)
- Quarteto com Piano (Trio de Cordas e Piano, 1956)
- Quinteto com Piano (Quarteto de Cordas e Piano, 1953)
- Sonata (Violino e Piano, 1946)
- Sonatina (Viola e Piano, 1945)
- Sonata (Violoncelo e Piano, 1943)

### Música Vocal Sinfónica
- Ode de Horácio (Conjunto Vocal, 1937)
- Canção do Mundo Perdido (Voz Aguda e Piano, 1937)
- Três Canções Populares (Versão para Voz Aguda e Piano	, 1942)
- Três Canções Populares (Versão para Voz Aguda e Orquestra, 1942)

### Música para Piano
- Fandango
- Hommage à Fauré
- Introdução e Marcha (1980)
- Prelúdio e Fuga (1943)
- Sonatina (1941)
- Três Peças (1937)
- Cinco Peças Breves (1932)
- Scherzino Op. 4 (1930)
- Sonata op. 2 (1929)
- Cinco Prelúdios Op. 1 (1928)

### Arranjos
- Sonata em Ré menor de Carlos Seixas (Arranjo para 2 Pianos, 1966)
- 25 Tocatas e 7 Minuetes Desconhecidos (Cravo ou Piano, 1973)

## Prémios
- Prémio Moreira de Sá de composição (1944)
- Prémio do Círculo de Cultura Musical (1946)